# Emir Kusturica
Emir Nemanja Kusturica ( 'ku.stu.ri.tsa, Емир Кустурица in cirillico; Sarajevo, 24 novembre 1954) è un regista, musicista e sceneggiatore bosniaco naturalizzato serbo, in precedenza cittadino jugoslavo (fino allo scioglimento dell'ex Jugoslavia socialista nel 1992).
Cineasta noto per il successo internazionale tra gli anni '80 e '90, ha diretto pellicole dal carattere marcatamente surreale e grottesco, e non prive di graffianti spunti satirici, che gli hanno valso numerosi premi e riconoscimenti.

## Biografia

### Gli inizi e il grande successo immediato
Nato a Sarajevo, nell'allora Bosnia e Erzegovina jugoslava, in una famiglia bosgnacca di religione musulmana, mostra subito la sua propensione per il cinema realizzando già al liceo due cortometraggi. Frequenta la celebre accademia cinematografica FAMU Academy of Performing Arts di Praga (studiando con Otakar Vávra e Jiří Menzel) dove si laurea nel 1977 con il cortometraggio Guernica, che vince un premio al Festival Internazionale del cinema di Karlovy Vary. Dopo alcuni anni trascorsi alla televisione di Stato, debutta nel mondo del cinema nel 1981 con il suo primo film, Ti ricordi di Dolly Bell? (Sjećaš li se Dolly Bell?, tratto da un romanzo di Abdulah Sidran, famoso drammaturgo, poeta, scrittore bosniaco), che vince il Leone d'oro al Festival di Venezia dello stesso anno come miglior opera prima. Poco dopo la realizzazione del film, Kusturica è autore del testo, In basso e in alto, in alto e in basso.
La sua seconda pellicola, Papà... è in viaggio d'affari (Otac na službenom putu, scritto da Abdulah Sidran; 1985), vince la Palma d'oro al Festival di Cannes, cinque premi in patria (una sorta di Oscar jugoslavi), e viene nominata per l'Oscar come "miglior film straniero". Nel 1989, riceve un'accoglienza ancora migliore per il suo film successivo, Il tempo dei gitani (Dom za vjesanje), che offre uno sguardo penetrante e magico all'interno della cultura gitana e lo sfruttamento dei giovani.

### Dalla Bosnia all'America via Belgrado
All'inizio della guerra in Bosnia, nel 1992, sentendosi molto più vicino alla cultura serba, Kusturica si trasferisce da Sarajevo a Belgrado dove continua a girare film di grande successo, sia dal punto di vista del pubblico che da quello della critica, per tutto il decennio seguente. Nel 1993 si trova in Francia per dirigere una pubblicità per il profumo XS di Paco Rabanne. Il suo debutto "americano" avviene con la commedia surreale Orso d'argento a Berlino Il valzer del pesce freccia (Arizona Dream, 1993), al quale segue la commedia vincitrice ancora della Palma d'oro a Cannes Underground (1995), considerato dalla critica il suo capolavoro e uno dei migliori film del XX secolo.. Quando il film venne presentato a Cannes causò anche violentissime critiche, soprattutto provenienti dalla Francia, riguardo al modo in cui Kusturica aveva affrontato il tema della guerra jugoslava, a quei tempi ancora in corso. In particolare venne accusato di essere eccessivamente filo-serbo. Il regista, amareggiato, annunciò che si sarebbe ritirato dall'attività cinematografica.
Nel 1998 vince il Leone d'argento - Premio speciale per la regia a Venezia con il film Gatto nero, gatto bianco, una commedia provocatoria e farsesca, ambientata in un accampamento zigano sulla riva del Danubio. A partire dal novembre 1998, fino a giugno 1999 verrà promossa una rassegna itinerante che presenterà in dodici città italiane, tra cui Milano, Roma, Parma, Bologna, Modena, Venezia, Trieste, Firenze, Genova l'opera integrale dell'artista, sin dalle sue prime opere inedite, Guernica, Arrivano le spose, Bar Titanic. Con l'occasione verrà pubblicato un catalogo..
Nel maggio 2005 è stato battezzato nella Chiesa ortodossa serba, prendendo "Nemanja" come nome di battesimo.

### Davanti alla macchina da presa
In L'amore che non muore (2000), del regista francese Patrice Leconte, Kusturica, qui nella sua prima apparizione come attore, interpreta un ruolo con poche parole, ma che riesce a comunicare in maniera molto forte con il linguaggio del corpo e degli occhi. Nel 2001 Kusturica dirige Super 8 Stories, un tipico documentario on the road dedicato ad un concerto, pieno di materiale girato dietro le quinte, che offre una visione nuova ed estremamente divertente dell'evento. In Triplo gioco (2002), diretto da Neil Jordan, Emir Kusturica appare nel ruolo di un chitarrista che suona sempre dei riff di Jimi Hendrix.
Nel 2004 Kusturica è stato onorato in Serbia con il "Premio dell'Educazione Nazionale" per il suo film La vita è un miracolo, considerato un vero e proprio mezzo educativo, per il quale sono stati creati e distribuiti nelle scuole dei CD-ROM con l'intenzione di facilitare l'analisi ed il dibattito sulla pellicola tra gli studenti. Kusturica è l'autore delle musiche del film, del quale è anche regista e sceneggiatore. Per girare questo film, Kusturica ha costruito un piccolo villaggio, chiamato Küstendorf. Una nuova cittadina vedrà la luce nel 2014, Andrićgrad. Il nome del villaggio omaggia lo scrittore Ivo Andrić.

### Kusturica & The No Smoking Orchestra
Durante e dopo la guerra in Bosnia ed Erzegovina alcuni ex membri del gruppo originale, Zabranjeno Pušenje di Sarajevo, hanno fondato in Serbia, a Belgrado un gruppo musicale sotto lo stesso nome.
Con l'arrivo di Kusturica, appassionato di musica e musicista lui stesso, la band cambierà il nome in No Smoking Orchestra. Oltre a suonare la chitarra elettrica, Kusturica si occuperà anche di curarne tutta la parte estetica e scenografica dei concerti.

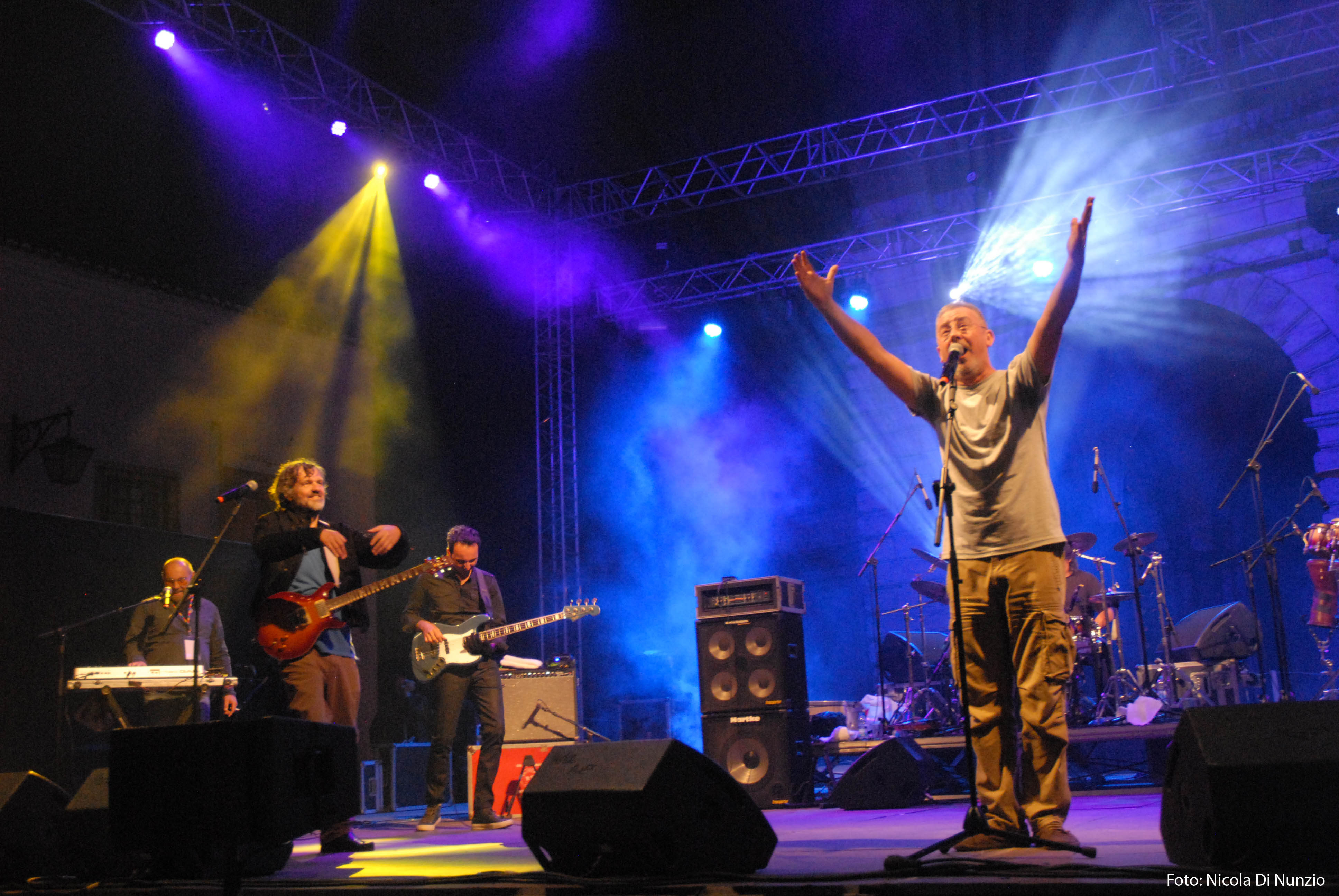
Emir Kusturica & No Smoking Orchestra

## L'impegno politico
Emir Kusturica è celebre anche per i suoi forti e continui attacchi ai movimenti della destra ultranazionalista serba, come quando nel 1993 ha sfidato Vojislav Šešelj a duello. Lo scontro avrebbe dovuto svolgersi nel centro di Belgrado a mezzogiorno, ma il leader del partito ultranazionalista si è rifiutato, dichiarando di non volere "essere accusato dell'omicidio di un filantropo".
A proposito del rapporto col mondo gitano, prettamente artistico considerato che a detta del regista pur risalendo alle radici della propria famiglia nessuno zingaro vi ha trovato, Emir Kusturica fin da bambino fu affascinato dal mondo e dalla cultura Rom e a questo popolo ha dedicato i due film, Il tempo dei gitani e Gatto nero, gatto bianco. «Gli zingari rappresentano la vita alternativa, ci dicono che tutto sarebbe potuto andare in maniera diversa. Le confido infine che si tratta comunque di uno stato esistenziale che vivo in prima persona»

## Lo scrittore
Kusturica ha pubblicato il libro Dove sono in questa storia, un romanzo autobiografico, dove l'autore ripercorre la propria storia.

## Vita privata
Kusturica è sposato con Maja Mandić; la coppia ha due figli: Stribor e Dunja.

## Prese di posizione
Nel 2008, a causa delle sue prese di posizione apertamente anti-albanesi a sostegno della campagna serba "Il Kosovo è Serbia" contro l'indipendenza della provincia autonoma del Kosovo, Emir Kusturica è stato aspramente criticato da numerosi intellettuali occidentali e soprattutto dalla Bosnia, dalla Croazia, dal Kosovo e dall'Albania, che considerano le sue parole apologia del nazionalismo serbo e occultazione delle accuse di crimini a carico di Slobodan Milošević.
Nel 2014 si è espresso con dichiarazioni positive sull'operato bellico di Vladimir Putin nell’intervento in Ucraina, tracciando un parallelo tra questa situazione di guerra e quella in ex Jugoslavia.
Nel 2024 è stato ricevuto da Putin al Cremlino. Durante l'incontro, ha ringraziato il capo politico della Federazione Russa ("Desidero ringraziarla per la sua personale giustizia storica, che noi slavi abbiamo sempre perseguito") e ha aggiunto che "quello che avviene ora in Ucraina è una lotta per noi. Abbiamo visto quello che è accaduto con i 'Bandera' di Croazia, quando cacciarono 230mila serbi. Penso che questa analogia sia molto importante per tutti". 

## Filmografia

### Regista

#### Lungometraggi
- Ti ricordi di Dolly Bell? (Sjećaš li se Dolly Bell) (1981)
- Papà... è in viaggio d'affari (Otac na službenom putu) (1985)
- Il tempo dei gitani (Dom za vješanje) (1988)
- Il valzer del pesce freccia (Arizona Dream) (1993)
- Underground (1995)
- Gatto nero, gatto bianco (Crna mačka, beli mačor) (1998)
- La vita è un miracolo (Život je čudo) (2004)
- Promettilo! (Zavet) (2007)
- On the Milky Road - Sulla Via Lattea (On the Milky Road) (2016)

#### Cortometraggi
- Guernica (1978)
- Blue Gipsy, episodio di All the Invisible Children (2005)

#### Documentari
- Super 8 Stories (2001)
- Maradona di Kusturica (Maradona by Kusturica) (2008)
- Pepe Mujica - Una vita Suprema (El Pepe, una vida suprema) (2018)

#### Televisione
- Arrivano le spose (Nevjeste dolaze) (1978) - film TV
- Bife 'Titanik' (1979) - film TV
- Sette giorni nella vita di un uccello (Sept jour dans la vie d'un oiseau) (1996) - cortometraggio televisivo

### Sceneggiatore
- Bife 'Titanik' (1979) - film TV
- Zivot radnika (1987)
- Strategija svrake (1987)
- Il tempo dei gitani (Dom za vesanje) (1989)
- Il valzer del pesce freccia (Arizona Dream) (1993)
- Underground (1995)
- Sette giorni nella vita di un uccello (Sept jour dans la vie d'un oiseau) (1996) - cortometraggio televisivo
- Gatto nero, gatto bianco (Crna macka, beli macor) (1998)
- La vita è un miracolo (Zivot je cudo) (2004)

### Attore
- Valter difende Sarajevo (Valter brani Sarajevo), regia di Hajrudin Krvavac (1972)
- 13. jul (1982)
- Il valzer del pesce freccia (Arizona Dream), regia di Emir Kusturica (1993)
- Underground (Podzemlje), regia di Emir Kusturica (1995)
- Super 8 Stories, regia di Emir Kusturica (2000)
- L'amore che non muore (La veuve de Saint-Pierre), regia di Patrice Leconte (2000)
- Triplo gioco (The Good Thief), regia di Neil Jordan (2002)
- Jagoda u supermarketu (2003)
- Viaggio segreto, regia di Roberto Andò (2006)
- Hermano, regia di Giovanni Robbiano (2007)
- Farewell (L'affaire Farewell) (2009)
- Nicostratos le pélican (2011)
- 7 Days in Havana (7 días en La Habana) segmento Jam Session, regia di Pablo Trapero (2012)
- Zalet, cortometraggio diretto da Miroslav Stamatov (2012)
- Il paradiso degli orchi (Au bonheur des ogres), regia di Nicolas Bary (2013)
- La foresta di ghiaccio, regia di Claudio Noce (2014)
- Altamente, regia di Gianni De Blasi (2015)
- On the Milky Road - Sulla Via Lattea (On the Milky Road) (2016)

## Doppiatori italiani
- Roberto Draghetti in Jagoda - Fragole al supermercato, Il paradiso degli orchi
- Leslie La Penna in 7 Days in Havana
- Teo Bellia in On the Milky Road - Sulla Via Lattea

## Premi e riconoscimenti
Festival di Cannes
- 1985 - Palma d'oro per Papà è in viaggio d'affari
- 1989 - Premio miglior regia per Il tempo dei gitani
- 1995 - Palma d'oro per Underground

Festival di Venezia
- 1981 - Leone d'oro come migliore opera prima per Ti ricordi di Dolly Bell?
- 1998 - Leone d'argento - Premio speciale per la regia per Gatto nero, gatto bianco

Festival di Berlino
- 1993 - Orso d'argento, gran premio della giuria per Il valzer del pesce freccia (Arizona Dream)

David di Donatello
- 1985 - Nomination miglior regista straniero per Papà è in viaggio d'affari

Premio César
- 1986 - Nomination miglior film straniero per Papà è in viaggio d'affari
- 1990 - Nomination miglior film straniero per Il tempo dei gitani
- 1996 - Nomination miglior film straniero per Underground
- 2005 - Premio miglior film dell'Unione Europea per La vita è un miracolo

Premio Magritte
- 2014 - Premio Magritte onorario

Animavì - Cinema d'Animazione e Arte Poetica
- 2016 - Bronzo dorato alla carriera